# 顧詳
顧詳，南直隶通州（江苏南通）人。明朝政治人物、進士出身。

## 生平
建文二年，登庚辰科进士，官至刑部主事。